# Antirrhinum nuttallianum
Espèce
Classification APG III (2009)
Antirrhinum nuttallianum ou Sairocarpus nuttallianus est une plante vivace du genre des mufliers présente au sud-ouest des États-Unis.

## Habitat
La fleur est présente au sud-ouest des États-Unis dans les États de l’Arizona et de la Californie. On la trouve par exemple dans le parc national de Saguaro. Dans l'intérieur des terres, la plante est présente au niveau des massifs montagneux.

## Description
La plante peut être annuelle ou bisannuelle. Elle produit une tige verticale qui peut s'aider de support externe pour s'aider à grimper. Ses fleurs sont mauve clair avec quelques taches blanches et mesurent environ un centimètre de long.